# خوليو سيزار هرنانديز
خوليو سيزار هرنانديز (بالإسبانية: Julio César Hernández)‏ هو لاعب كرة قدم فنزويلي في مركز الهجوم، ولد في 6 أكتوبر 1951.